# Всероссийский научно-исследовательский и технологический институт биологической промышленности
ФГБНУ «Всероссийский научно-исследовательский и технологический институт биологической промышленности» (ВНИТИБП) — российское научное учреждение, занимающееся разработкой технологии промышленного производства широкого круга биопрепаратов для профилактики, диагностики и лечения инфекционных болезней животных. Место нахождения: Московская область, пос. Биокомбината.
В числе порядка 300 сотрудников института 1 академик и 1 членкор РАН, 22 доктора наук (из них 12 профессоров).
С 1987 г. директором института является академик А. Я. Самуйленко.

## Структура
Структура института включает отделы: противобактерийных препаратов, молекулярной биологии и вирусологии, иммунологии, обеспечения качества биопрепаратов, биологически активных веществ, конструирования биопрепаратов, сушки биопрепаратов, производственной санитарии и охраны окружающей среды, также имеется лаборатория информатики.
С 1997 года открыта аспирантура и с 1998 года функционирует диссертационный совет по защите работ на соискание ученой степени доктора и кандидата наук по биологическим, ветеринарным и техническим наукам.

## История
Организован в 1969 году на основании решения коллегии ГКНТ СССР и приказа Министерства сельского хозяйства СССР. Тогда на базе Щелковского биокомбината были созданы первые отделы и лаборатории института. Первым его директором стал И. А. Хорьков.
До 1991 года — Всесоюзный научно-исследовательский и технологический институт биологической промышленности.
В 1998 году согласно приказу Россельхозакадемии и Минсельхозпрода РФ Учреждение было передано в подчинение Российской академии сельскохозяйственных наук (РАСХН).
В соответствии с Федеральным законом 2013 г. и распоряжением Правительства Российской Федерации того же года институт передан в ведение Федерального агентства научных организаций (ФАНО России).
Входит в Национальную ассоциацию организаций ветеринарно-биологической промышленности «Ветбиопром», одним из учредителей которой является.